# قائمة الزلازل في مصر

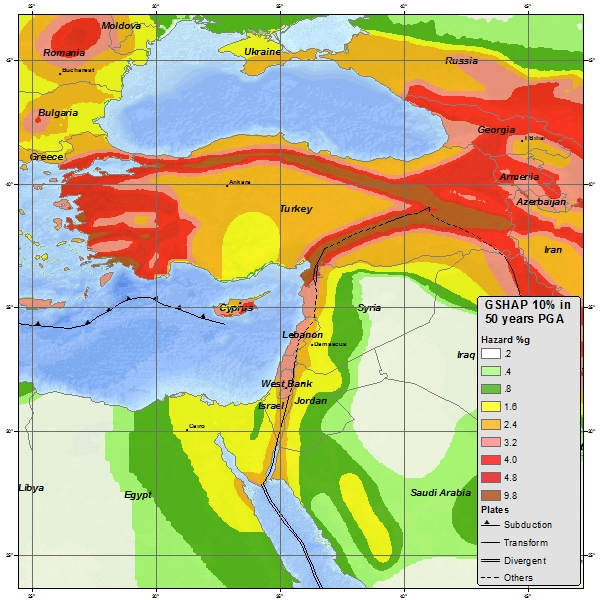
الخطر الزلزالي للشرق المتوسط من البرنامج العالمي لتقييم مخاطر الزلازل (GSHAP) من حيث ذروة التسارع الأرضى مع فرصة 10 ٪ للتجاوز (أو 90 ٪ فرصة لعدم تجاوز) في غضون 50 سنة القادمة.

هذه قائمة بالزلازل التي وقعت في مصر بما في ذلك الزلازل التي كان مركزها في مصر أو تسببت في أضرار كبيرة في مصر.

## الخطر الزلزالي
الخطر الزلزالي الأعلى في مصر يقع في الطرف الجنوبي لخليج السويس وشمال البحر الأحمر وحول خليج العقبة وموقع حدود التحركات النشطة. أعلى خطر هو الطرف الجنوبي من صدع البحر الميت.

## الزلازل البارزة
| التاريخ        | التوقيت‡ | المكان                                          | دائرة العرض | خط الطول | الوفيات | قوة الزلزال على مقياس ريختر. | ملاحظات | المصادر |
| -------------- | -------- | ----------------------------------------------- | ----------- | -------- | ------- | ---------------------------- | --- | ------- |
| 27 نوفمبر 885  |          | القاهرة                                         | 30.0        | 31.1     | 1000    | X                            | | [ 1 ]   |
| 18 مارس 1068   | صباح     | الحجاز                                          | 29.5        | 34.95    | ~ 20000 | ≥7.0                         | 1068 زلزال الشرق الأدنى : تأثرت مساحة واسعة من مصر وسيناء والحجاز. الموقع المحدد هو مركز الزلزال الكلي، على الرغم من أن الزلزال ربما كان يقع في خليج العقبة |         |
| 2 سبتمبر 1754  |          | القاهرة                                         | 30.8        | 31.0     | 40000   |                              | تم حصر عدد القتلى ولكن كانت الوفيات كبيرة بالنسبة لزلزال ضعيف بسبب حدوثه في منطقة ذات كثافة سكانية عالية.                                                   | [ 2 ]   |
| 7 أغسطس، 1847  |          | الفيوم                                          | 29.5        | 30.5     | 185     | XI                           | | [ 3 ]   |
| 12 سبتمبر 1955 | 06:09    | الاسكندرية ( زلزال الإسكندرية عام 1955)         | 32.2        | 29.6     | 18      | 6.3                          | 89 جريح |         |
| 31 مارس 1969   | 07:15    | البحر الأحمر ، شرم الشيخ (1969 زلزال شرم الشيخ) | 27.58       | 33.9     | 2       | 6.6                          | 15 جريح |         |
| 12 أكتوبر 1992 | 13:09    | دهشور ( 1992 زلزال القاهرة)                     | 29,778      | 31,144   | 561     | 5.8                          | 12,392 مصاب |         |
| 22 نوفمبر 1995 | 04:15    | خليج العقبة ( 1995 زلزال خليج العقبة)           | 28,826      | 34,799   | 9-12    | 7.3                          | 30-69 مصابا |         |